# Ачерйок
Ачерйо́к (другое название — А́ча) — река на Кольском полуострове Мурманской области России, левый приток Поноя. Относится к бассейну Белого моря.
Название реки образовано из саамских слов аккь — «пожилая женщина», «баба», йок — «река».

## Расположение
Ачерйок расположена в восточной части Кольского полуострова. Истоки реки находятся в центральной части возвышенности Кейвы на склонах высоты 298,6 метров, откуда она течёт сначала около 2-3 километров на север, затем делает поворот на восток, идёт, постепенно отклоняясь, к югу и впадает в Поной в его среднем течении (в 109 км от устья) между устьями двух рек — Патманьга и Колмак. Ачерйок с береговой линией (500 м в обе стороны) входит в состав природного биологического (рыбохозяйственного) заказника регионального значения «Понойский».

## Описание
Длина реки — 80 км, площадь её водосборного бассейна — 1020 км². Ширина в разных местах замеров достигает 35-60 метров.
Ачерйок течёт по холмистой, а в среднем и верхнем течении — сильно заболоченной, местности. Высота возвышенностей по берегам реки достигает 200—230 метров в районе устья и 280—300 метров ближе к истокам.
Скорость течения Ачерйока — до 0,4-0,5 м/с. По всей протяжённости реки лежит множество порогов, водопадов и небольших островов.
Населённых пунктов на берегах Ачерйока нет, в 4 километрах к западу от устья на Поное в месте впадения реки Югонька находится село Каневка.

### Речная система Ачерйока
В Ачерйок впадает несколько относительно крупных рек, самый крупный её приток — Паттилем, имеет 42 километра в длину.
От истока
← Левый приток → Правый приток (с отступом даны притоки притоков)
→ Тайвэй (12 км) — 65 км от устья
← Тундровая
→ Кейвина (32 км) — 30 км от устья
→ Подманюк
← Паттилем (42 км) — 22 км от устья
← Денисов
→ Сильев (21 км) — 18 км от устья
← Лопатный
→ Санный
← Ягельный

## Карты
- Лист карты Q-37-III,IV р. Лыльйок. Масштаб: 1 : 200 000.
- Лист карты Q-37-IX,X Каневка. Масштаб: 1 : 200 000.
- Лист карты Q-37-21,32.
- Лист карты Q-37-19,20 верховье р  Лумбовка. Масштаб: 1 : 100 000. Состояние местности на 1981 год. Издание 1988 г.
- Лист карты Q-37-17,18 Золотая. Масштаб: 1 : 100 000. Состояние местности на 1987 год. Издание 1991 г.